# Националсоциалистически моторизиран корпус
Националсоциалистическият моторизиран корпус (на немски: Nationalsozialistisches Kraftfahrkorps, NSKK) е специална моторизирана военизирана организация при Националсоциалистическата германска работническа партия (NSDAP).
В качеството си на паравоенна формация тя се занимава с предвоенната подготовка на новобранците за армейските моторизирани и бронирани части. На нея се гледа като на клон от нацистката партия.

## История

### Възникване
Историята на Националсоциалистическия моторизиран корпус започва на 1 април 1930 г., когато по заповед на Мартин Борман е основан Националсоциалистическияя автомобилен корпус (Nationalsozialistisches Automobil Korps). Цели се организирането на всички членове на НСДАП, притежаващи автомобил или мотоциклет, в единна национална единица. Дотогава (от 1928 г.) с тази задача се занимава Sturmabteilung (SA), но организацията в създадените от нея Kraftfahrstaffeln е слаба.
Когато НСАК става факт, „Kraftfahrstaffeln“ не се прехвърлят в новата организация, а се реорганизират като „Мотор-SA“. Членовете на „Мотор-SA“ автоматично стават членове на НСАК. Всички командири в НСАК са офицери от SA, но повечето от обикновените членове на организацията не са от щурмовата част.
Командващ на НСАК става Адолф Хюнлайн и предлага новото име НСКК, което е прието от лидера на SA Ернст Рьом, по онова време реорганизиращ щурмовата част.
През септември 1933 г. НСКК се налага над всички мото-клубове в страната и увеличава броя на членовете си до 350 000 души.
Когато през март 1938 г. Австрия става част от Германия, членовете надхвърлят 500 000 души.

### Втора световна война
На 27 януари 1939 г. на НСКК е възложено обучението на шофьорите за армията в моторните спортни училища на организацията. Когато започва войната, НСКК осигурява транспорт за строителството на защитната линия „Зигфрид“ по западната граница, спомага за контрола на движението и преселването на германци от териториите под съветско влияние (в сътрудничество с „SchutzStaffel“ (SS) в NSKK Kommando Volksdeutsche Mittelstelle), извършва предвоенна и военна подготовка, подпомага с транспорт въоръжените сили и т.н.
Когато през юни 1942 г. Адолф Хюнлайн умира, мястото му заема обергрупенфюрер от НСКК Ервин Краус.

#### Разформиране
През 1945 г. НСКК е разформирана и обявена за подсъдима организация по време на Нюрнбергските процеси. Това се дължи отчасти на произхода на SA и нейната доктрина на расово превъзходство изисквано от членствата.